# Jon Petrie
Jonathan Michael Petrie, detto Jon (Dundee, 19 ottobre 1976), è un ex rugbista a 15 internazionale per la Scozia che militò in tutta la sua carriera professionistica nella franchise di Glasgow Warriors e partecipò con la sua nazionale alla Coppa del Mondo di rugby 2003 in Australia; nel 2014 fu direttore delle operazioni commerciali della Scottish Rugby Union e un anno più tardi assunse il ruolo di direttore esecutivo dell'Edinburgh Rugby.